# Stenus vexatus
Stenus vexatus är en skalbaggsart som beskrevs av Thomas Casey. Stenus vexatus ingår i släktet Stenus och familjen kortvingar. Inga underarter finns listade i Catalogue of Life.